# Twierdzenie o wartości średniej (rachunek całkowy)
Twierdzenie o wartości średniej – każde z kilku poniższych twierdzeń wiążących wartość całki oznaczonej funkcji całkowalnej (w sensie Riemanna lub Lebesgue’a) na danym zbiorze z pewną wielkością, która spełnia rolę „wartości średniej” funkcji, bądź należy do danego zbioru.
Wszystkie rozpatrywane funkcje są funkcjami rzeczywistymi określonymi na przedziale {\displaystyle [a,\ b].}

## Pierwsze twierdzenie
Jeżeli funkcja {\displaystyle f} jest ograniczona: {\displaystyle m\leqslant f(x)\leqslant M,} i całkowalna, to istnieje taka liczba {\displaystyle m\leqslant \mu \leqslant M,} że:
{\displaystyle \int \limits _{a}^{b}f(x)\ dx=\mu (b-a).}
W przypadku gdy funkcja {\displaystyle f} jest ciągła, tezę twierdzenia można wzmocnić następująco:
istnieje punkt {\displaystyle c\in [a,\ b]} taki, że
{\displaystyle \int \limits _{a}^{b}f(x)\ dx=f(c)(b-a).}
Intuicyjnie jest jasne, że ze względu na całkę, właśnie {\displaystyle f(c)} jest „średnią” wartością funkcji {\displaystyle f} w przedziale {\displaystyle [a,\ b].}

### Uogólnienie
Ta wersja dotyczy dwóch funkcji całkowalnych, jeżeli przyjmiemy w nim {\displaystyle g\equiv 1,} to otrzymamy powyższą wersję.
Jeżeli funkcje {\displaystyle f,g} są całkowalne, {\displaystyle f} jest ograniczona: {\displaystyle m\leqslant f(x)\leqslant M,} a {\displaystyle g} zachowuje znak w tym przedziale, to
{\displaystyle \int \limits _{a}^{b}f(x)g(x)\ dx=\mu \int \limits _{a}^{b}~g(x)\ dx.}
Jak poprzednio, w sytuacji, gdy {\displaystyle f} jest funkcją ciągłą, w tezie twierdzenia można postulować istnienie takiego punktu {\displaystyle c\in [a,\ b],} że:
{\displaystyle \int \limits _{a}^{b}~f(x)g(x)\ dx=f(c)\int \limits _{a}^{b}~g(x)\ dx.}

## Drugie twierdzenie
Twierdzenie to również dotyczy całki z iloczynu dwóch funkcji.
Jeżeli funkcja {\displaystyle f} jest monotonicznie malejąca i nieujemna, a {\displaystyle g} całkowalna, to istnieje taki punkt {\displaystyle c\in [a,\ b],} że:
{\displaystyle \int \limits _{a}^{b}~f(x)g(x)\ dx=f(a)\int \limits _{a}^{c}~g(x)\ dx+f(b)\int \limits _{c}^{b}~g(x)\ dx.}
Najmocniejsza wersja tego twierdzenia pochodzi od japońskiego matematyka Hiroshiego Okamury (1947) i ma następującą postać:
Jeżeli funkcja {\displaystyle f} jest monotonicznie malejąca, a {\displaystyle g} całkowalna, to istnieje taki punkt {\displaystyle c\in [a,\ b],} że:
{\displaystyle \int \limits _{a}^{b}~f(x)g(x)\,dx=f(a_{+})\int \limits _{a}^{c}~g(x)\ dx+f(b_{-})\int \limits _{c}^{b}~g(x)\ dx.}
Przez {\displaystyle f(x_{+})} i {\displaystyle f(x_{-})} rozumiemy tu odpowiednie granice jednostronne funkcji {\displaystyle f.}